# Partit Socialista del País Valencià
No confundir con la vigente formación, Partit Socialista del País Valencià-PSOE.
El Partit Socialista del País Valencià (en español Partido Socialista del País Valenciano) fue un partido político español de la Comunidad Valenciana de carácter nacionalista valenciano y socialista activo durante la Transición española.

## Historia

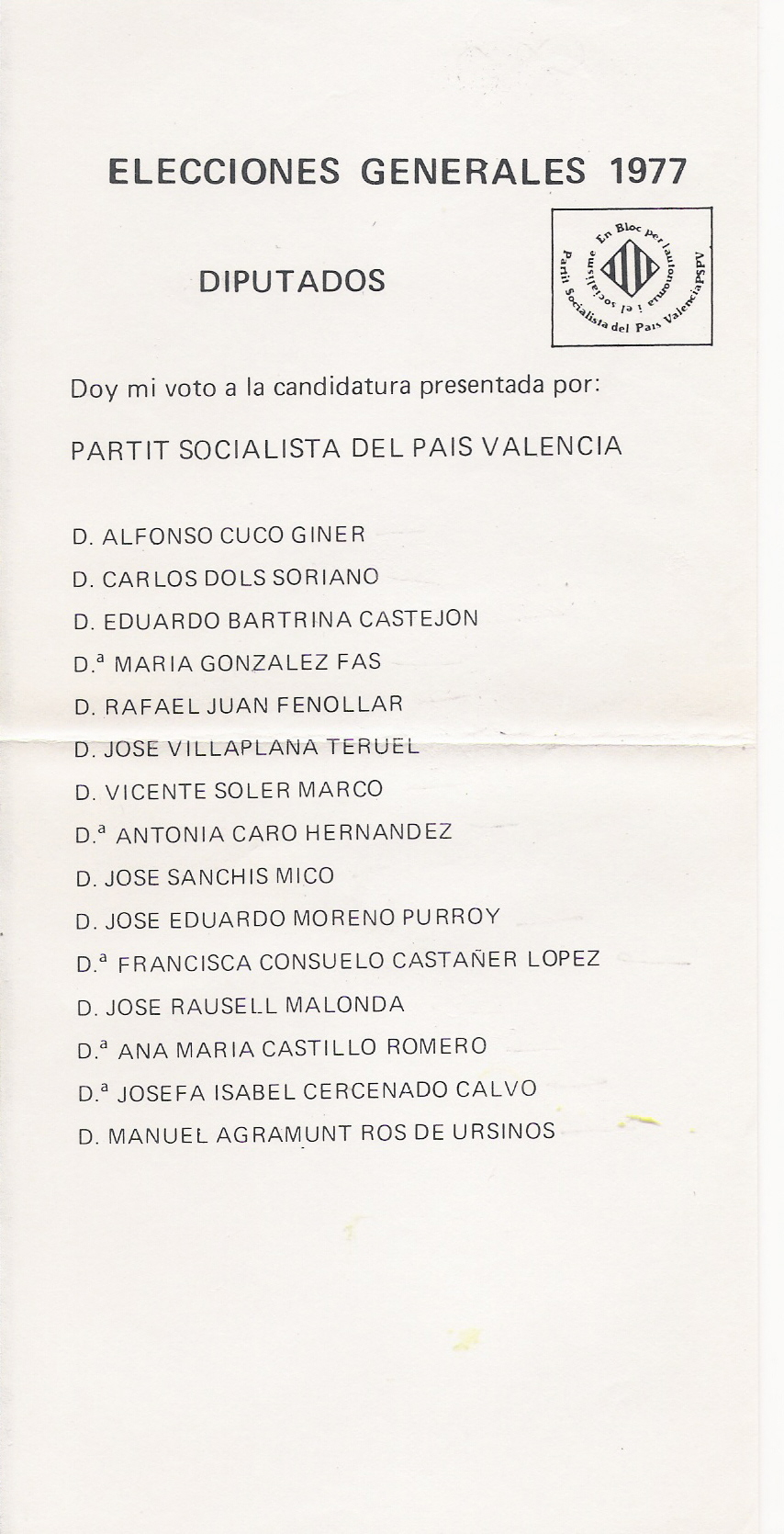
Lista al Congreso por Valencia en 1977.

El partido fue fundado con las siglas PSPV en 1974 por militantes procedentes de los Grups d'Acció i Reflexió Socialista (GARS), como Vicent Ventura i Beltrán, a los que se les unieron desde 1976 Convergència Socialista del País Valencià, la cual aportaría militantes como Ricard Pérez Casado o Alfons Cucó. Ambas formaciones eran herederas del Partit Socialista Valencià de los años 60.
EL PSPV celebró su Congreso constituyente del 2 de febrero al 3 de abril de 1977, tras el cual se hizo público un Manifest Socialista del País Valencià, donde destaca el carácter nacional del País Valenciano y su vinculación cultural a los Países Catalanes y propone la lucha por la liberación valenciana mediante el autogobierno y el Estatuto de autonomía que recuperara la Generalidad Valenciana. También defendió el modelo marxista, el republicanismo, el catalán como lengua histórica de la Comunidad Valenciana, la autodeterminación y la capacidad de establecer relaciones con otros pueblos. Junto con el Partit Socialista de Catalunya-Congrés y el Partit Socialista de les Illes en la Coordinadora Socialista dels Països Catalans.
Mantuvo algunos enfrentamientos dialécticos con el PSOE para que este se presentara en Valencia con las siglas de Partido Socialista Valenciano. En 1976 se integró en la Federación de Partidos Socialistas, pero se dividió en dos sectores en 1977 de cara a las elecciones. En las elecciones de 15 de junio de 1977 el PSPV decidió presentarse en listas separadas del PSOE y esto provocó la división del partido; Joan Enric y Vicent Garcés formaron Unitat Socialista del País Valencià (USPV) como parte de la lista de la Federación de Partidos Socialistas con el Partido Socialista Popular de Enrique Tierno Galván dentro de la coalición Unidad Socialista,
Por otro lado el otro sector, liderado por Alfons Cucó, y auspiciado por Ernest Lluch y apoyado por el PSC, que no pudo utilizar las siglas PSPV, concurrió en solitario junto al Partido Carlista del País Valenciano y Moviment Comunista del País Valencià.
Los débiles resultados electorales (USPV obtuvo el 4,6 % de los votos, un diputado por Valencia y un senador por Alicante, mientras que la otra plataforma solo el 1,6 %) provocó que ambos sectores acabaran fusionándose en 1978 con la sección valenciana del PSOE, quien a cambio integraría buena parte de sus dirigentes en la dirección del partido y aceptaría parte del programa del PSPV. La formación que surgió de dicha unión pasó a llamarse Partit Socialista del País Valencià-PSOE. Sin embargo aunque algunos militantes se integraron en el Partit Comunista del País Valencià, el Partit Nacionalista del País Valencià o abandonaron la política activa.